# Drassodes kaszabi
Drassodes kaszabi är en spindelart som beskrevs av Imre Loksa 1965. Drassodes kaszabi ingår i släktet Drassodes och familjen plattbuksspindlar. Inga underarter finns listade i Catalogue of Life.